# 金陵水库
金陵水库是中国广西壮族自治区桂林市临桂区境内的一座水库，位于桃花江支流金龟河上，建于1958年。水库正常库容为1227万立方米，集雨面积为23平方千米，海拔为198米。